# Whiskey Creek
Whiskey Creek – jednostka osadnicza w Stanach Zjednoczonych, w stanie Floryda, w hrabstwie Lee.